# Международный альянс в память о Холокосте
Международный альянс в память о Холокосте (англ. The International Holocaust Remembrance Alliance, IHRA) — межправительственная организация, созданная в 1998 году на основании Декларации Стокгольмского международного форума по Холокосту. Согласно этой декларации, целями организации являются объединение усилий и координация между политическими лидерами в процессе образования, сохранения памяти, проведения исследований по тематике Холокоста. В 2007 году IHRA расширила свою тематику также вопросами геноцида цыган.
Прежнее название организации — Международная организация по сотрудничеству в увековечивании и изучении Холокоста (англ. Task Force for International Cooperation on Holocaust Education, Remembrance, and Research, ITF).

## История

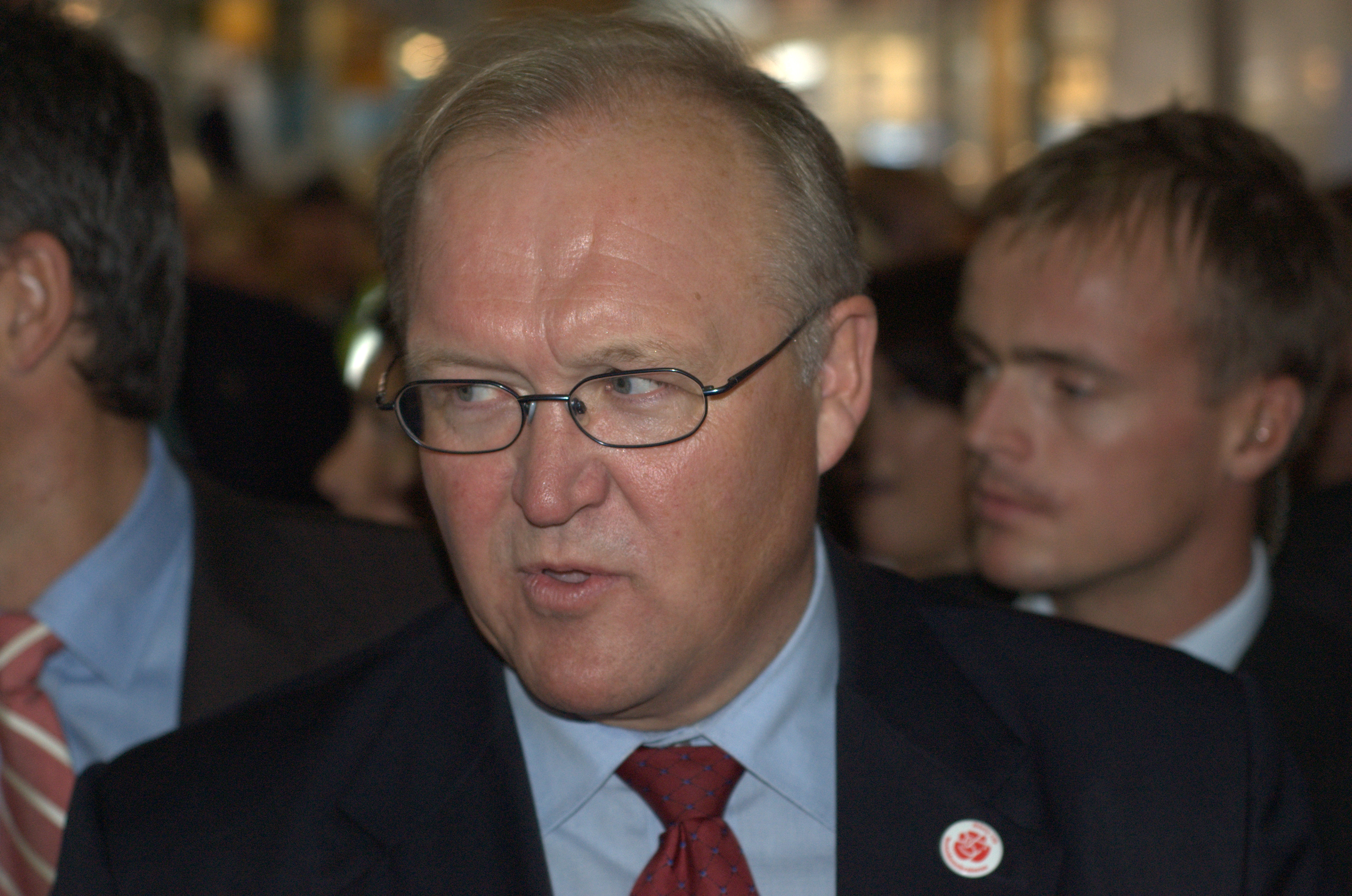
Йёран Перссон — инициатор создания ITF

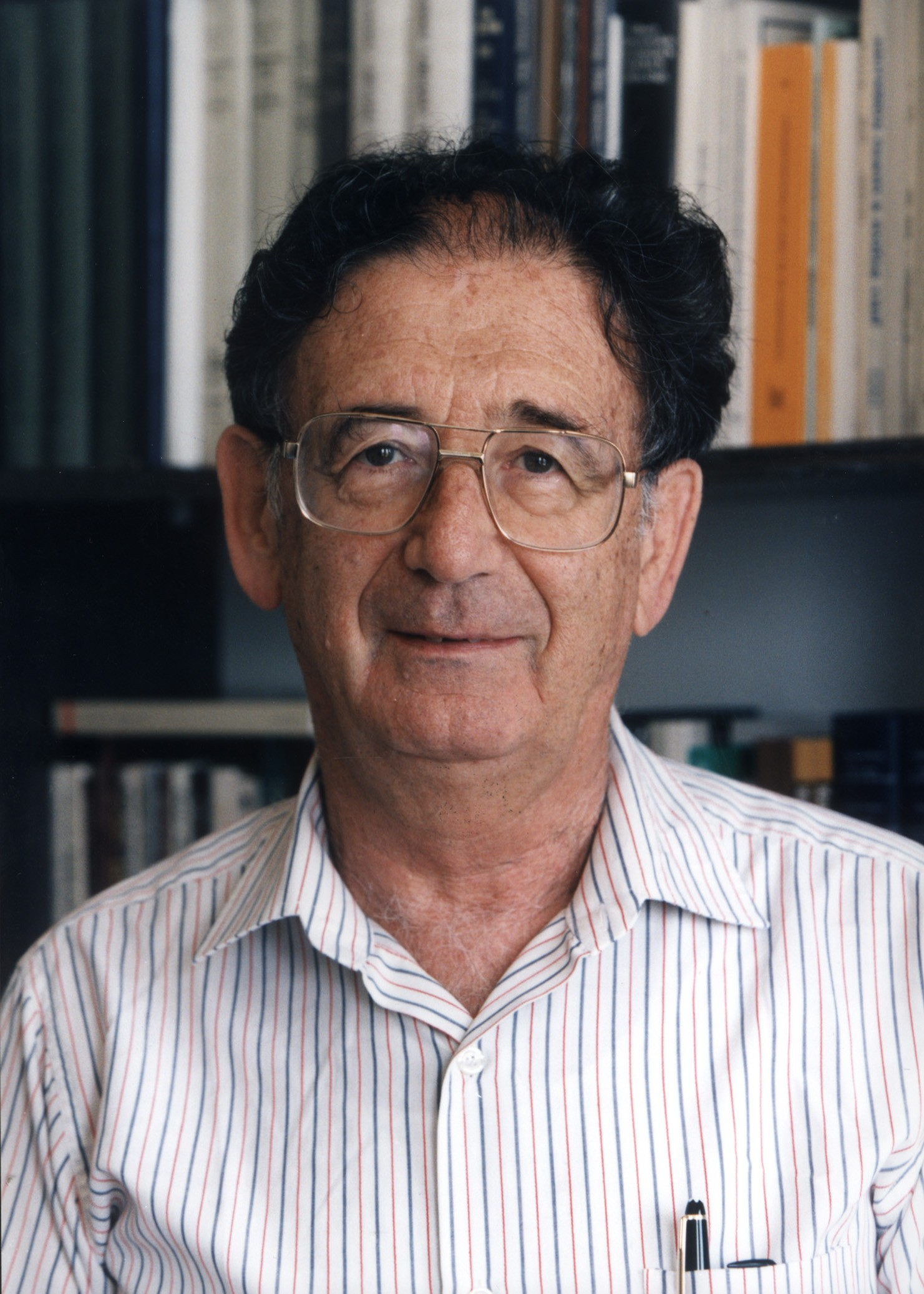
Научный руководитель IFT Иегуда Бауэр

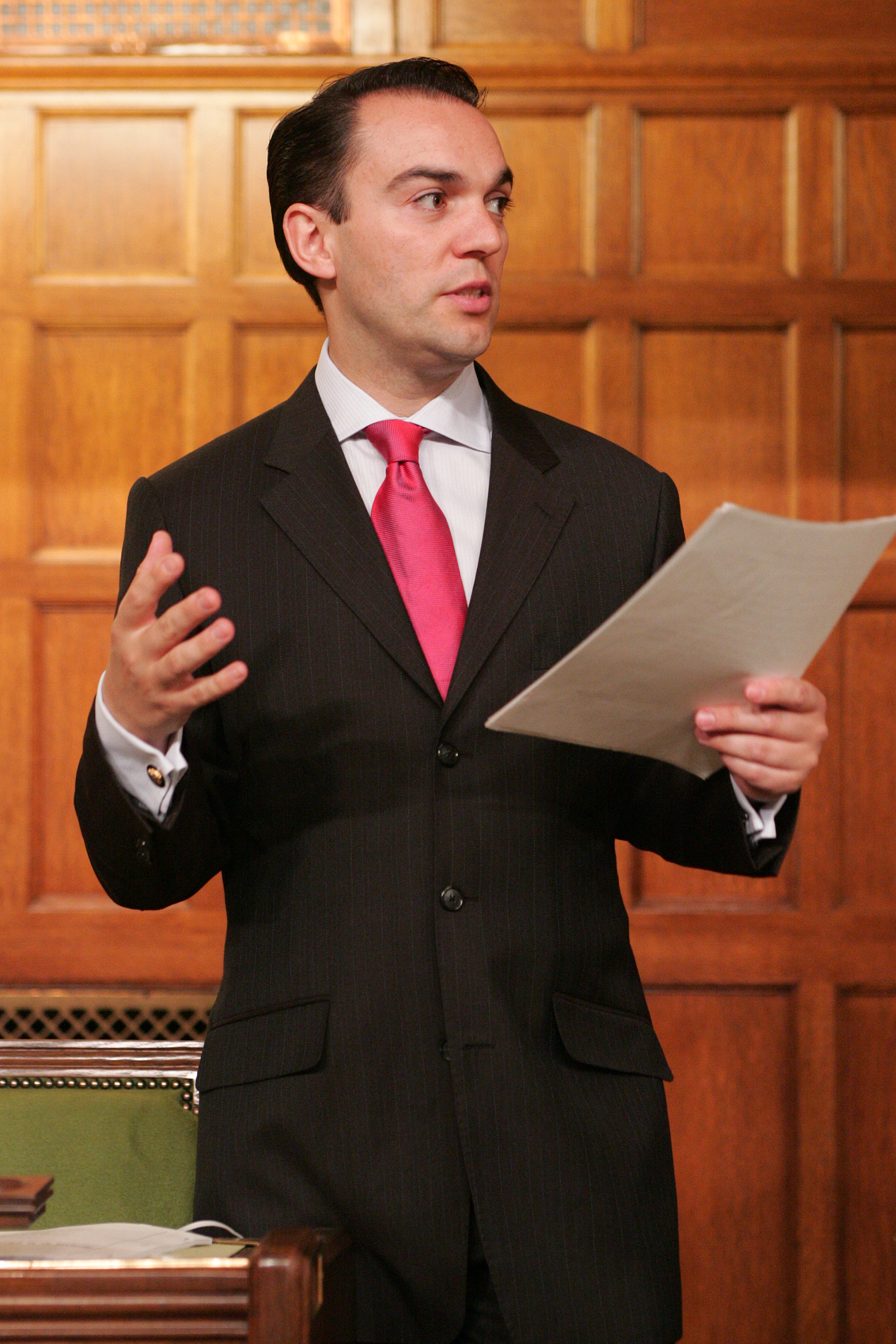
Представитель Канады в IFT Марио Сильва

ITF (позднее IHRA) была основана в 1998 году по инициативе премьер-министра Швеции Йёрана Перссона. Исследование, проведённое в Швеции, показало, что многие школьники не были убеждены в реальности Холокоста. Вопрос был поднят премьер-министром Швеции в парламенте. Это стало началом информационной кампании «Живая история» в Швеции. Перссон также написал президенту США Биллу Клинтону и премьер-министру Великобритании Тони Блэру письмо с предложением объединить усилия по поддержке этой инициативы. Первое заседание новой организации состоялось в мае 1998 года. Научным руководителем стал известный историк Холокоста Иегуда Бауэр.
В 1998 году к этой инициативе присоединились Германия и Израиль, в 1999 году — Нидерланды, Польша, Франция и Италия. К 2007 году присоединилось ещё шестнадцать стран. 1 декабря 2011 года Ирландия заявила о вступлении в члены IHRA. Окончательное решение об этом было принято на пленарной встрече членов организации в Гааге.
26 мая 2016 года Пленарное заседание IHRA в Бухаресте постановило принять следующее не имеющее обязательной юридической силы рабочее определение антисемитизма:
Антисемитизм – определённое восприятие евреев, которое может выражаться в ненависти к евреям. Риторические и физические проявления антисемитизма направлены против евреев и неевреев и/или их собственности, против еврейских общинных учреждений и религиозных объектов.
Рабочее определение антисемитизма считается важным первым шагом в борьбе с ростом антисемитизма, в особенности в Европе и Соединённых Штатах. Рабочее определение, по мнению его разработчиков, представляет собой четкое и компактное описание антисемитизма в его различных формах, включая отрицание Холокоста, предрассудки против евреев и отрицание права Израиля на существование. Определение сигнализирует, что правительства понимают угрозу, что является первым шагом в борьбе с этой угрозой. В первоначальной разработке определения принимал участие Американский еврейский комитет, который призывает европейские правительства принять его.
На июль 2024 года в организации состоит 35 стран, 9 стран присоединились в качестве государств-наблюдателей и 8 — международные партнеры.

## Членство в организации
В организации существуют следующие статусы:
- Член организации
- Наблюдатель
- Присоединение (бывший наблюдатель в процессе вступления в члены)
- Партнер

### Государства-члены IHRA
| Государство-член | Год присоединения | Председательство в организации | Имя представителя                                        |
| ---------------- | ----------------- | ------------------------------ | -------------------------------------------------------- |
| Австралия        | 2019              |                                |                                                          |
| Австрия          | 2001              | 2008                           | Ferdinand Trauttsmansdorff                               |
| Аргентина        | 2000              |                                | Алехандро Дозорец                                        |
| Бельгия          | 2005              | 2012                           |                                                          |
| Болгария         | 2023              |                                |                                                          |
| Великобритания   | 1998              | 1999                           | Jeremy Cresswell                                         |
| Венгрия          | 2002              | 2006                           | Balint Magyar                                            |
| Германия         | 1998              | 2000                           | Альберт Шпигель                                          |
| Греция           | 2005              |                                |                                                          |
| Дания            | 2004              |                                |                                                          |
| Ирландия         | 2011              |                                |                                                          |
| Израиль          | 1998              | 1999, 2010                     | Shmuel Ben Shmuel, Dan Tichon                            |
| Италия           | 1999              | 2004                           | Giorgio Franchetti Pardo                                 |
| Испания          | 2008              |                                |                                                          |
| Канада           | 2009              | 2013                           | Марио Сильва                                             |
| Латвия           | 2004              |                                |                                                          |
| Литва            | 2002              |                                |                                                          |
| Люксембург       | 2003              |                                |                                                          |
| Нидерланды       | 1999              | 2001, 2011                     | Rienko Wilton, Frederick Racke, Karel de Beer            |
| Норвегия         | 2003              | 2009                           | Tom Vraalsen                                             |
| Польша           | 1999              | 2005                           | Daria Nalecz                                             |
| Португалия       | 2019              |                                |                                                          |
| Румыния          | 2004              |                                |                                                          |
| Сербия           | 2011              |                                |                                                          |
| Словакия         | 2005              |                                |                                                          |
| Словения         | 2011              |                                |                                                          |
| США              | 1998              | 1998, 2003                     | Stuart E. Eizenstat, Randolph Bell, Edward O’Donnell Jr. |
| Хорватия         | 2005              |                                |                                                          |
| Чехия            | 2002              | 2007                           | Milos Pojar                                              |
| Финляндия        | 2010              |                                |                                                          |
| Франция          | 1999              | 2002                           | Norbert Engel, Patrick Amiot                             |
| Швеция           | 1998              | 1998, 2000                     | Ulf Hjertonsson                                          |
| Швейцария        | 2004              |                                |                                                          |
| Эстония          | 2007              |                                |                                                          |

### Страны-наблюдатели
9 государств в IHRA имеют статус наблюдателя:
- Босния и Герцеговина
- Бразилия
- Кипр
- Мальта
- Молдова
- Монако
- Северная Македония
- Турция
- Уругвай

### Партнёры
У организации есть 8 постоянных международных партнёров:
- ООН
- ЮНЕСКО
- ОБСЕ
- Архивы Арользена
- Европейское агентство по основным правам[англ.] (FRA)
- Евросоюз
- Совет Европы
- Claims Conference[англ.]*.

## Конфликты
В 2009 году председательство Норвегии было поставлено под сомнение из-за официального празднования 150-летия Кнута Гамсуна — пронацистского писателя и антисемита.